# Praktisch bildbar
Das Wortfeld praktisch bildbar wird fast ausschließlich auf Schulen in Hessen und deren Schüler (die praktisch Bildbaren) angewendet, die geistig so stark behindert sind, dass ihnen, wenn die bis 1962 maßgeblichen Regularien heute noch gültig wären, bescheinigt würde, sie seien nicht „schul- und bildungsfähig“.

## Die Entstehung des Begriffs im historischen Kontext
Die Formulierung „praktische Bildbarkeit“ geht auf Gedankengänge zurück, die in der Sonderpädagogik nach 1960 entwickelt wurden. Der Sonderpädagoge Theo Klauß verdeutlicht durch ein Zitat aus einer noch 1972 veröffentlichten Schrift die Haltung traditioneller Neurologen zum Thema „schwere geistige Behinderung“:
Der Schwachsinn vom Ausmaß einer Idiotie bedingt praktisch Bildungsunfähigkeit und Pflegebedürftigkeit, doch gelingt es mit großer Geduld, auch bei schweren Fällen einen gewissen Grad an Sauberkeit und Eingliederung in eine Gemeinschaft zu erreichen.
Der These von der „Bildungsunfähigkeit“ von „idiotischen Schwachsinnigen“ setzten ab den 1960er Jahren Reformpädagogen die These von der praktischen Bildbarkeit auch von Menschen mit einer schweren geistigen Behinderung entgegen. Sie kritisierten die Beschränkung des Bildungsbegriffs auf das Erlernen von Kulturtechniken wie Lesen, Schreiben und Rechnen sowie den Maßstab der Nützlichkeit von Menschen für die Wirtschaft und Gesellschaft. Auch die in dem Zitat abgewerteten Lernfortschritte seien eine Form von Bildung. Ursprünglich waren mit dem Begriff praktisch bildbar keine negativen Konnotationen verbunden, zumal es anfangs als Fortschritt bewertet wurde, wenn Menschen, deren Schulpflicht geruht hatte und die deshalb keinerlei Unterricht erhalten hatten, pädagogisch gefördert wurden. Dass der Begriff praktisch bildbar auch zur Abwehr von Bestrebungen benutzt werden kann, den Besuch behinderter Kinder und Jugendlicher in Regelschulen zu fördern, geriet erst im 21. Jahrhundert ins Zentrum der Kritik.

## Schulen für „Praktisch Bildbare“ in Hessen
In Hessen wurde ab 1962 die „Schule für Praktisch Bildbare (Sonderschule)“ als eigene Schulform eingerichtet. Die Bezeichnung „Schule für Praktisch Bildbare“ wird in Hessen noch heute amtlich benutzt. Unterricht und Erziehung an dieser Schulform „zielen auf Entfaltung der Persönlichkeit, Erweiterung der Selbständigkeit und Vermittlung geistiger, sozialer und lebenspraktischer Kompetenzen. […] Der Abschluss an der Schule für Praktisch Bildbare hat zum Ziel, zur selbstbestimmten Lebensgestaltung in sozialer Gemeinschaft zu befähigen.“ Einige öffentliche Förderschulen des Landes Hessen betonen, sie seien „Schulen mit dem Förderschwerpunkt geistige Entwicklung“ und weisen ausdrücklich darauf hin, dass die Bezeichnung „Schule für Praktisch Bildbare“ nicht mehr zeitgemäß sei.

## Die Praxis in Hessen und die UN-Behindertenrechtskonvention
Die Behauptung der hessischen „Richtlinien für den Unterricht in der Schule für Praktisch Bildbare (Sonderschule)“ von 1983, Schüler, die eine „Schule für Praktisch Bildbare“ besuchten, könnten anderswo „nicht entsprechend gefördert werden“, widerspricht Art. 24 des Übereinkommens über die Rechte von Menschen mit Behinderungen der UNO, dem die Bundesrepublik Deutschland 2009 beigetreten ist. Der Artikel bestimmt, dass in den Vertragsstaaten Kinder mit Behinderungen nicht aufgrund von Behinderung vom unentgeltlichen und obligatorischen Grundschulunterricht oder vom Besuch weiterführender Schulen ausgeschlossen werden dürfen. Eine an dem Übereinkommen orientierte Inklusive Pädagogik folgt dem Motto: „Die Experten zu den Kindern und nicht die Kinder zu den Experten!“
Verteidiger des Unterrichts in Förderschulen in Hessen räumen zwar ein, dass Eltern auch schwer geistig behinderter Kinder das Recht hätten, ihre Kinder in Regelschulen anzumelden, in denen sie gemeinsam mit nicht-behinderten Kindern inklusiv unterrichtet werden. Sie betonen jedoch, dass sie dem ihrer Meinung nach gegebenen „rein kognitiven Bildungsverständnis“ der Regelschulen kritisch gegenüberstehen, und suggerieren, dass Handlungsorientierung in Förderschulen besonders gut gewährleistet sei.

## Kritik

### Sprachkritik
Mit dem Neologismus praktische Bildbarkeit sollten Bezeichnungen wie „geistige Retardierung“, vor allem aber „(schwere) geistige Behinderung“, die stets einen Mangel bzw. einen Defekt beim Menschen implizieren, durch einen positiv besetzten Ausdruck ersetzt werden. Eine Euphemismus-Tretmühle entsteht dadurch, dass sich dem „positiven Sprechen“ oftmals kein verändertes Denken zugesellt, so dass die Konnotationen, die bei Hörern des Begriffs „praktisch bildbar“ entstehen, dieselben sind, als wenn der Begriff „schwer geistig behindert“ benutzt worden wäre. Insbesondere fällt es vielen schwer, sich von der Vorstellung zu lösen, dass Menschen, die nie schreiben, lesen und rechnen können werden, „defizitäre“ Menschen seien. 
Einen Euphemismus stellt für diejenigen, die unter „Bildung“ eine erfolgreich beendete Schulbildung und Berufsausbildung verstehen, das in dem Begriff „praktisch bildbar“ enthaltene Versprechen dar, dass sich jeder Schüler einer „Schule für Praktisch Bildbare“ positiv entwickeln könne (und werde), dass also ein Prozess dort stattfinde, an dessen Ende der Schüler „gebildet“ sei, zumindest aber über verwertbare Fertigkeiten verfüge. Eine Umfrage der „Bundesarbeitsgemeinschaft der überörtlichen Träger der Sozialhilfe“ unter ihren Mitgliedern ergab jedoch 2013, dass der Anteil derer, die nicht in eine Werkstatt für behinderte Menschen aufgenommen wurden, weil sie nicht ein „Mindestmaß wirtschaftlich verwertbarer Arbeitsleistung“ (§ 219 SGB IX) erreichen können, an den als erwerbsunfähig eingestuften Menschen im Alter zwischen 18 und 65 Jahren über 20 Prozent betrage.

### Kritik an der Kategorisierung von Menschen
Die Bewegung Mensch zuerst – Netzwerk People First Deutschland fordert, es solle im Zusammenhang mit Menschen, denen eine mangelnde Auffassungsgabe unterstellt wird, nur noch die Bezeichnung „Menschen mit Lernschwierigkeiten“ verwendet werden. Dadurch würde nicht mehr zwischen Menschen mit einer geistigen Behinderung und einer Lernbehinderung unterschieden, und auch der Schweregrad einer geistigen Behinderung bliebe unthematisiert.

## Das Begriffspaar „praktisch bildbar“ und „praktisch begabt“
Das fachsprachliche Attribut praktisch bildbar (als Synonym für so stark behindert, dass die betreffende Person vermutlich nicht das Lesen, Schreiben und Rechnen erlernen wird) kann leicht mit dem Attribut praktisch begabt verwechselt werden, welches in einem weiteren Sinn verwendet wird, z. B. um Ausbildungsgänge wie den des Fachpraktikers zu begründen. Derartige Angebote richten sich vor allem an Menschen, die nicht in der Lage sind, den theoretischen Teil einer gängigen Berufsausbildung erfolgreich abzuschließen, also an Menschen, die von der traditionellen Sonderpädagogik als „lernbehindert“ eingestuft wurden bzw. noch werden. Als „praktisch begabt“ werden aber auch z. B. Absolventen von Lehrberufen mit verkürzter Ausbildungszeit bezeichnet.